# ベリーズ (アイドルグループ)
ベリーズは、かつて存在した日本の女性アイドルグループである。ホリ・エージェンシー所属。ホリプロタレントスカウトキャラバンの出場者により、1983年に結成された。1986年解散。

## メンバー
- 大西浩美（おおにし ひろみ、東京都荒川区出身[2]、1968年2月13日[2] - ）[3][4]
東京都立日本橋高等学校卒業[2]。
姉がいる[2]。
1983年、第8回ホリプロタレントスカウトキャラバン本選出場[2]。
通称：ブルーベリー。リーダー格。ショートカットで元気な女の子のイメージ。164cm、84-63-86。趣味はスキューバダイビング[3]。
- 伊藤真季（いとう まき、千葉県出身、1969年1月3日 - ）[4]
通称：ラズベリー。今でいうアニメ声が特徴。好きな男性のタイプは「マキが『愛してる』と言ったら『バカ』と言ってくれる優しい人」。バストが大きいのも特徴だったが（実際、「プロポーションの良さも定評だった」とする資料もある[5]）、本人はあまりそれを前面に出したがらなかった。
- 松本千恵美（まつもと ちえみ、神奈川県出身、1969年1月9日 - ）[4]
通称：ストロベリー。ロングヘアの正統派美少女タイプ

以上の様な3人の個性を、一部メディアは「バランスの良いグループ構成」と評する。

## 解散後
解散後しばらくは3人とも活動していた。
伊藤真季
病気療養のため、解散直前にすでに芸能活動そのものを休止。その後グラビアで復帰し、1988年6月5日、谷口征撮影のセミヌード写真集『瑠璃色のささやき』を発表（近代映画社 ISBN 9784764815155）。
松本千恵美
1990年に新ユニット「オリーブ」を結成。1992年、ベンチャーズの『Speeding Through Space』を原曲とするCDシングル『夏の海より好きよ』を発表（c/w 共犯者(歌:玲奈)。PANAM CRDP-45。JAN 4988007081306）。
大西浩美
単独でいくつかのテレビ番組に出演
- ときめきマリン（1987年 - 1991年、テレ東）- レポーター（番組をもとにしたVHS・LDではモデルと表記）
- ときめきマリンII（1991年 - 1994年、テレ東）- レポーター
- 電脳警察サイバーコップ - 朝倉美穂役
- 日立 世界・ふしぎ発見! - レポーター（ミステリーハンター）
  - 1991年11月2日（276回）「ムー大陸の謎　徹底検証」（ミクロネシア連邦ポンペイ州ポナペ島）
  - 1992年4月25日(299回) 「海への飽くなき挑戦　アメリカズ・カップ」（米国）
  - 1992年5月30日（304回）「ムー大陸の謎　太平洋の巨石文明を追って」（パラオ共和国）
  - 1993年7月31日（362回）「ボルネオ熱帯雨林大紀行　生命の森へ！」（マレーシア）
  - 1993年8月7日（363回）「ボルネオ熱帯雨林大紀行　神秘の海へ！」（マレーシア）

その後、芸能活動を一時休止。結婚・出産の後、ホリプロOBスタッフが設立したファイブドアーズ（現：ADS）に所属、上野浩美（うえの ひろみ）名義で活動を再開（確認とれる範囲で2015年9月6日 - 2016年8月26日）。娘の上野鈴華（うえの りんか、2000年10月5日 - ）は女優である。
2019年現在、芸名を大西浩美に戻して活動中。

## 音楽
- 全てのシングル・アルバムはPANAMレーベルからリリースされた[4]。

### シングル
| # | 発売日          | A/B面 | タイトル                                      | 作詞       | 作曲      | 編曲     | 規格品番 |
| - | --------------- | ----- | --------------------------------------------- | ---------- | --------- | -------- | -------- |
| 1 | 1985年 3月10日  | A面   | そろそろ・ソワソワ 〜クランチ・スキャンダル〜 | 飯塚敦子   | 西木栄二  | 入江純   | CWP-59   |
| 1 | 1985年 3月10日  | B面   | テレパシー                                    | 大津あきら | 木森敏之  | 木森敏之 | CWP-59   |
| 2 | 1985年 8月21日  | A面   | そのまえにチェック オン チェック              | 飯塚敦子   | The Badge | 飛沢宏元 | CWP-64   |
| 2 | 1985年 8月21日  | B面   | 花よりだんご                                  | 飯塚敦子   | 河合夕子  | 飛沢宏元 | CWP-64   |
| 3 | 1985年 11月21日 | A面   | 女の子はナンでできてる?                       | 今村未仁   | 水谷公生  | 水谷公生 | CWP-68   |
| 3 | 1985年 11月21日 | B面   | それ以上                                      | 飯塚敦子   | The Badge | 渡辺博也 | CWP-68   |
| 4 | 1986年 3月21日  | A面   | タメシテみたい                                | 今村未仁   | 水谷公生  | 水谷公生 | CWP-71   |
| 4 | 1986年 3月21日  | B面   | ピュアーなハートで                            | 内藤綾子   | 渡辺俊幸  | 矢野立美 | CWP-71   |
| 5 | 1986年 5月21日  | A面   | 夏・いただきます!                             | 佐伯健三   | 大木雄司  | 大木雄司 | CWP-73   |
| 5 | 1986年 5月21日  | B面   | 恋のゴールはドコにある?                       | 佐伯健三   | 沖山優司  | 沖山優司 | CWP-73   |

### タイアップ曲
| 年     | 楽曲                                         | タイアップ                                             |
| ------ | -------------------------------------------- | ------------------------------------------------------ |
| 1985年 | そろそろ・ソワソワ〜クランチ・スキャンダル〜 | 明治「アーモンドクランチ」CMソング                     |
| 1985年 | そのまえにチェック オン チェック             | 明治「アーモンドクランチ」CMソング                     |
| 1985年 | 花よりだんご                                 | 明治「花よりだんご」CMソング                           |
| 1986年 | 夏・いただきます!                            | バンダイ「ソフトクリームハウス・いただきます」CMソング |

## 出演
テレビ番組
- 8時だョ!全員集合（1984年4月頃 - 1985年9月28日） - 番組アシスタント(コントに出演することも) ※レコードデビュー前から。
- 刑事物語'85 第2話 "テレビスター殺人事件"（1985年4月21日、日本テレビ）ゲスト出演

ラジオ番組
- ベリーズのテレパシー・フォー・ユー（CBCラジオ）

映画
- スーパーマリオブラザーズ ピーチ姫救出大作戦!（1986年7月20日、松竹） - パタパタの子供(声の出演)

CM
- 明治製菓（現・明治）各種チョコレートのCM